# Lee Kyung-mi
Lee Kyung-mi (en hangeul : 이경미) est une actrice et chanteuse sud-coréenne née le 28 janvier 1961. Elle est principalement connue pour ses rôles dans des comédies musicales, comme les productions coréennes de Mamma Mia !, de Urinetown (en) ou des monologues du vagin.

## Biographie et carrière
Elle fait ses débuts dans la comédie musicale au début des années 2000 avec des rôles dans les productions coréennes de Urinetown (en), Grease, West Side Story et des monologues du vagin,,.
En 2004, elle décroche le rôle de Rosie, l'amie timide mais franche du personnage principal, dans la version coréenne de Mamma Mia !, lui permettant de chanter les titres du groupe suédois ABBA en coréen,. En 2006, elle reprend son rôle, aux côtés des mêmes artistes. Elle dit s'identifier aux personnages principaux, Rosie, féministe et célibataire, mais également Donna, une femme pétillante qui a eu une fille jeune à l'université avant de divorcer, et qui a du élever sa fille seule. Cette identification est l'une des principales raisons de son attachement à la pièce,.
La même année, elle joue le rôle d'une femme au foyer dans la comédie musicale Ménopause (en). Elle retrouve les actrices Jeon Soo-kyung et Park Hae-mi (en), ses partenaires de scène de Mamma Mia !, pour cette nouvelle pièce de théâtre. En effet, après le succès de Mamma Mia ! cette année (un succès en partie associé à son casting), les trois actrices sont approchées pour la première adaptation coréenne de Ménopause (en), afin de mettre en avant ce sujet encore peu discuté dans la société coréenne et continuer à montrer des actrices de plus de quarante ans sur la scène coréenne.
Elle retrouve en 2007 la production coréenne de Mamma Mia !, toujours dans le rôle de Rosie. Elle retrouve Jeon Soo-kyung et Choi Jung-won pour cette nouvelle production. L'année suivante, elle retrouve l'un des rôles principaux de la pièce de théâtre Les Monologues du vagin, toujours aux côtés des actrices Jeon Soo-kyung et Choi Jung-won, également héroïnes de la production coréenne de Mamma Mia !. Cette pièce de théâtre, à la base conçue pour être un monologue, est réadaptée par la production coréenne pour inclure trois personnages, permettant au trio d'actrices d'apporter du dialogue autour d'un sujet encore peu abordé en Corée du Sud,. Des histoires personnelles des trois actrices sont d'ailleurs ajoutées aux dialogues, pour ajouter de l'authenticité, une première dans l'adaptation de la pièce.
À partir de 2010, elle retrouve son rôle de Donna dans Mamma Mia !, toujours aux côtés de Jeon Soo-kyung et Choi Jung-won, rôle qu'elle reprend en 2012, en 2014, puis en 2016, cette fois avec d'autres actrices, comme Shin Young-sook, Kim Young-joo, Seohyun ou Hong Ji-min,,. Bien qu'ayant joué ce rôle depuis près de dix ans, Lee Kyung-mi, son âge se rapprochant de celui de Rosie, se dit plus capable d'exprimer au mieux les sentiments de son personnage lors de cette production, d'autant plus que l'âge de sa fille se rapproche de celui de la fille de Donna. Elle se réjouit par ailleurs de pouvoir incarner le rôle principal d'une comédie musicale mettant en scène des femmes plus âgée, encore assez peu représentée dans la société coréenne, et de ne jamais tomber dans l'automatisme,. Lee Kyung-mi rajoute également toujours passer un bon moment, même après dix ans, et ressentir toujours de fortes émotions lors de la scène du mariage, sa propre fille s'étant mariée en 2015,. Malgré son ancienneté dans les productions de Mamma Mia !, Lee Kyung-mi repasse un processus d'audition, supervisé en partie par la troupe britannique, qu'elle réussit.
Elle retrouve son amie Choi Jung-won en 2010, pour la comédie musicale Piaf (en), où elle joue le rôle de la meilleure amie d'Édith Piaf, interprétée par Choi. En 2011, elle interprète le rôle de Madame Weber, la mère méchante et ignorante de Constanze Weber, dans la comédie musicale Mozart!. Sa prestation est louée par le public et la critique, qui apprécie le caractère donnée à cette dernière.
En 2014, elle est à l'affiche d'une adaptation en comédie musicale de la nouvelle de Léon Tolstoï : Le Cheval, où elle interprète le rôle d'un cheval, abandonné par les humains, et offrant une réflexion sur l'amour, la vieillesse et l'abandon. En 2015, elle est de nouveau à l'affiche de la production coréenne de Urinetown (en), toujours dans le rôle de Becky, aux côtés de son amie Choi Jung-won,. Pour cette première production coréenne de cette comédie musicale depuis plus de 10 ans, la critique salue de nouveau la prestation de Lee Kyung-mi, vantant notamment l'alchimie entre les nouveaux et les anciens membres du casting,,.
Elle donne des concerts évènementiels pour effectuer la promotion de plusieurs comédies musicales, comme en 2014, où elle donne un concert avec Jeon Soo-kyung et Choi Jung-won sur le thème de Mamma Mia.
En plus de ses rôles au théâtre et dans les comédies musicales, Lee Kyung-mi joue dans plusieurs séries et films coréens comme High Kick! (en), Jumunjin, ou My Heart Beats,.

## Vie personnelle
Lee Kyung-mi s'est mariée à 23 ans pendant sa quatrième année à l'université, et donne naissance à une fille, avant de divorcer peu de temps après l'obtention de son diplôme. Elle ne s'est jamais remariée depuis, estimant ne pas en ressentir le besoin.
Elle est également grand-mère, depuis l'accouchement de sa fille.

## Récompenses
Lors de sa carrière, Lee Kyung-mi a remporté un prix pour ses différentes rôles dans des comédies musicales. Elle est la lauréate du prix de la meilleure actrice dans un second rôle à la neuvième édition des Korea Musical Awards (en), pour son interprétation du personnage de Becky dans la production coréenne d'Urinetown (en).
| Année | Récompense                | Catégorie                                                 | Statut  |
| ----- | ------------------------- | --------------------------------------------------------- | ------- |
| 2003  | Korea Musical Awards (en) | Meilleure actrice dans un second rôle pour Urinetown (en) | Lauréat |